# Ruines romaines de Tróia

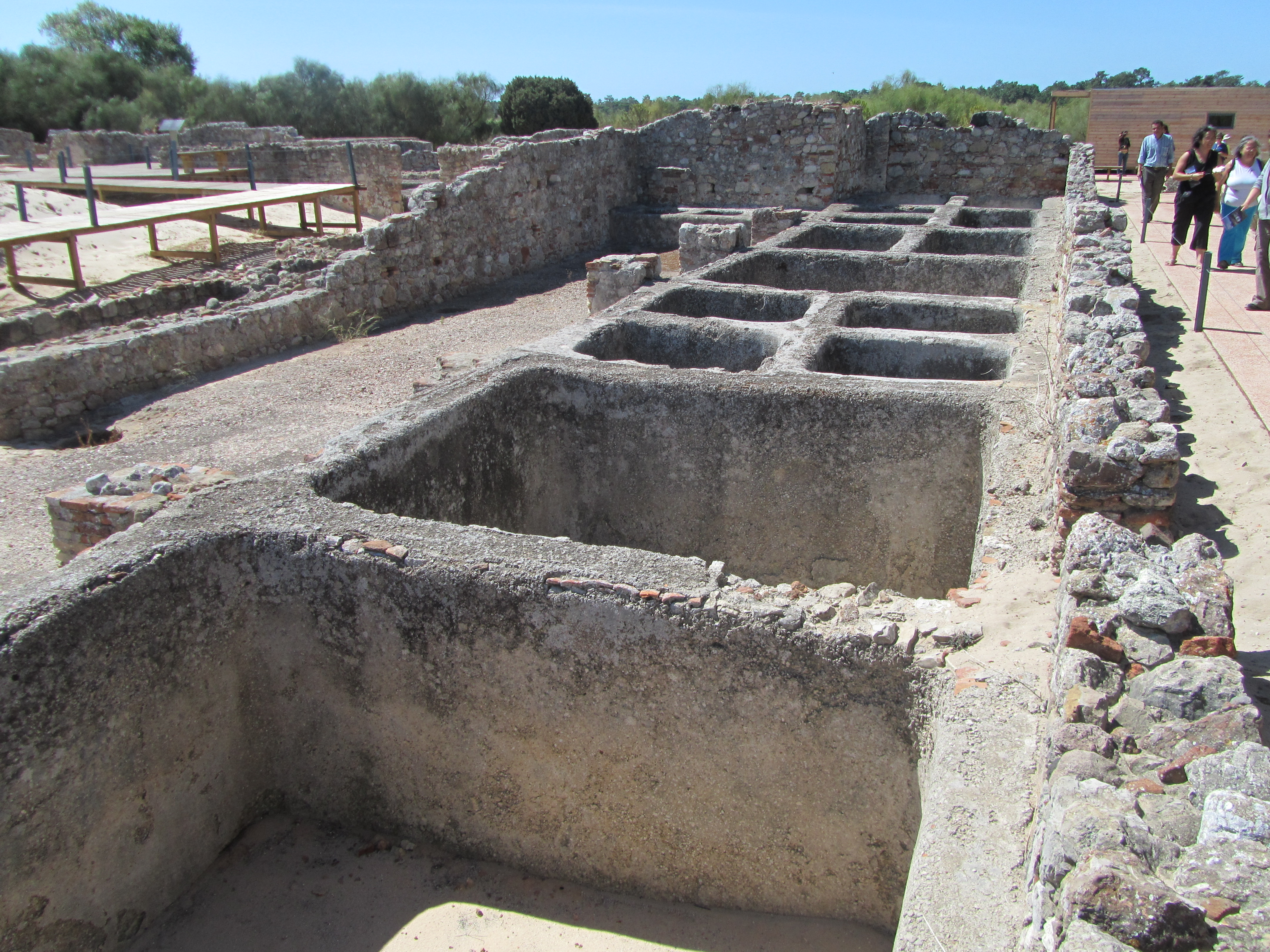
Une partie du site archéologique

Les ruines romaines de Tróia (près de Setúbal, au Portugal) étaient un grand complexe de production de salaisons de poisson construit dans la première moitié du Ier siècle et occupé en continuité jusqu’au VIe siècle.
Le site est classé Monumento Nacional depuis 1910,.

## Historique et description
Ce complexe est devenu un agglomérat urbain formé non seulement par les multiples « usines de salaisons » de dimensions très variées mais aussi par des maisons, thermes, cimetières et une basilique paléochrétienne. Profitant de la richesse en poissons de l’Atlantique et de l’exceptionnelle production de sel sur les marges du fleuve Sado, on préparait du poisson salé et des sauces de poisson, parmi lesquelles le fameux garum, qui étaient emballés dans des amphores et transportés en bateau jusqu’à Rome et à d’autres provinces de l’Empire romain,,,.
Implanté au sud de Lisbonne sur la rive gauche de l'embouchure du Sado, de nos jours sur une presqu’île de sable qui, à l’époque romaine, était peut-être encore une île, peut-être l’île d’Achale mentionnée par l’écrivain latin Avienus.

### Thermes
Les fouilles de 1956 ont mis au jour des thermes romains, sur 450 m2 datant du Bas-Empire. Incluant apodyterium (vestíbulo), frigidarium (eau fraîche), tepidarium (eau tempérée), caldarium (eau chaude), avec un système de chauffage souterrain (hypocauste), équipé de piscine et salle de sport,. La piscine comporte des fragments de mosaïque.

### Secteur industriel
Le site industriel est le plus productif de l'empire, actif du  Ier siècle au  IVe siècle avec une brève interruption au début du  IIIe siècle . Il est comporte deux usines, bâtiments constitués chacun d'une cour centrale entourée d'une série de bassins (de 10 à 35 m3 pour l'usine 1, de 7 à 18 m3 pour l'usine 2), et d'entrepôts de stockage du sel et d'amphores de produits finis.